# 윈스턴 밀러
윈스턴 밀러(Winston Miller, 1910년 6월 22일 ~ 1994년 6월 21일)는 미국의 각본가, 배우, 영화 제작자이다.
세인트루이스에서 태어났으며 로스앤젤레스에서 사망하였다. 사인은 심근 경색이다.

## 작품 목록
- 비밀지령 (1968년)
- 하운드-독 맨 (1959년)
- 일본 탈출 (1957년)
- 라스트 아웃포스트 (1951년)
- 황야의 결투 (1946년)
- 홈 인 인디아나 (1944년)
- 리오 그랜드의 마음 (1942년)
- 딕 트레이시 2 (1937년)
- 딕 트레이시 (1937년)
- 버저런티스 알 커밍 (1936년)
- 스텔라 달라스 (1925년)
- 철마 (1924년)
- 더 러버 파이커 (1923년)

### 텔레비전
- 딜론 보안관 (1956) - 각본
- 아이언사이드 (1969-72) - 제작, 각본
- 초원의 집 (1974) - 제작